# 866 هـ
866 هـ هي سنة في التقويم الهجري امتدت مقابلةً في التقويم الميلادي بين سنتي 1461 و1462.

## مواليد
- ابن الديبع الشيباني

## وفيات
- آذري الطوسي